# Турелик Галина Зіновіївна
Галина Зіновіївна Турелик (нар. 2 лютого 1949 р, м. Львів, УРСР) — українська поетеса, журналістка, літературна редакторка.
З 1958 року проживає на Прикарпатті, саме тут вона сформувалася як творча особистість. У 1966 році закінчила Бурштинську середню школу. Після закінчення факультету журналістики Львівського державного університету імені Івана Франка, працювала в редакціях районної газети «Прапор Перемоги» (м. Галич) та Івано-Франківської обласної газети «Прикарпатська правда».
У 1966 р. розпочала свою поетичну творчість. Писала на тематику праці земляків-хліборобів, будівельників, розвитку краси прикарпатського краю. Вона схвильовано писала про щастя і драми в коханні, про радість материнства, чарівну красу природи.
У 1970 році у видавництві «Карпати» вийшла перша збірка поезій «Посіяний промінь», за яку в 1971 році молоду журналістку приймають в Спілку письменників України. У 1972 році видавництвом «Радянський письменник» надруковано другу збірку поетеси — «Три зернини».
З 1979 р. — редактор Івано-Франківської молодіжної газети «Комсомольський прапор».
1980—1998 рр. — активна журналістська робота, праці в журналі «Перевал» на посаді першого заступника головного редактора.
Станом на зараз, відома прикарпатська поетеса Галина Турелик є  авторкою дев'яти поетичних збірок. Кожна з них засвідчувала поглиблення майстерності поетеси, яка наче долала щоразу якийсь внутрішній духовний бар'єр, йдучи від емоційності до філософської багатовимірності слова. Поетеса у постійних пошуках свого неповторного слова, власного бачення світу і людей у ньому.

## Праці
Галина Турелик є автором 9-ти поетичних збірок:
* «Посіяний промінь» (1970)
* «Три зернини» (1972)
* «Вечірні бджоли» (1974)
* «Зелене багаття» (1976)
* «Новосілля» (1981)
* «Між альфою й омегою» (1986)
* «Монолог» (1989)
* «Бурштинова ватра» (1990)
* «Здвиження» (1970)
Добірка віршованих творів:
* «Час»
* «Час»
* «Поділися хлібом і водою»
* «Осягнення»
* «Гіркий вірш»
* «Колись потрібно починати…»
* «Дисгармонійне»
* «Посвячення сина Господові» — цикл віршів
* «Білий храм» — вірш-посвята
* «Вірність» — цикл віршів
* «Новосілля» — цикл віршів, виданий в Ужгороді у видавництві «Каменяр».

## Премії
1. Лауреатка обласної літературної премії ім. Дмитра Клима за першу збірку «Посіяний промінь»(1970);
2. Обласна премія імені Василя Стефаника (1998) за добірку поезій «Світлотіні старих світлин», опублікованих у «Перевалі»;
3. Премія імені Мирослава Ірчана та Володимира Свідзінського за поетичну збірку «Здвиження» («Місто НВ», 2009);